# Truffel
Een truffel (Tuber) is een zwam die onder de grond, op de wortels van verschillende boomsoorten in (mutualistische) symbiose groeit. De truffel is kostbaar, wordt hoofdzakelijk verwerkt in de hogere gastronomie en wordt beschouwd als een delicatesse. Truffels onderscheiden zich door vindplaats, vorm, aroma, schil (perineum) en interieur (gleba). 

## Soorten
Enkele bekende truffelsoorten zijn:
- Zwarte truffel (Tuber melanosporum) met donkerbruin interieur (gleba)
- Witte truffel (Tuber magnatum) met beige interieur (gleba)
- Zomertruffel (Tuber aestivum)
- Wintertruffel (Tuber brumale) met zwart interieur (gleba)
- Chinese truffel (Tuber indicum)

De volgende soorten staan op de Rode Lijst van paddenstoelen met de daar achter vermelde categorieën:
- Donzige truffel (Tuber puberulum) – ernstig bedreigd
- Gevlekte truffel (Tuber maculatum) – bedreigd
- Okerbruine truffel (Tuber rapaeodorum) – verdwenen
- Roodbruine truffel (Tuber rufum) – gevoelig
- Stinkende truffel (Tuber foetidum) – verdwenen

## Gebruik

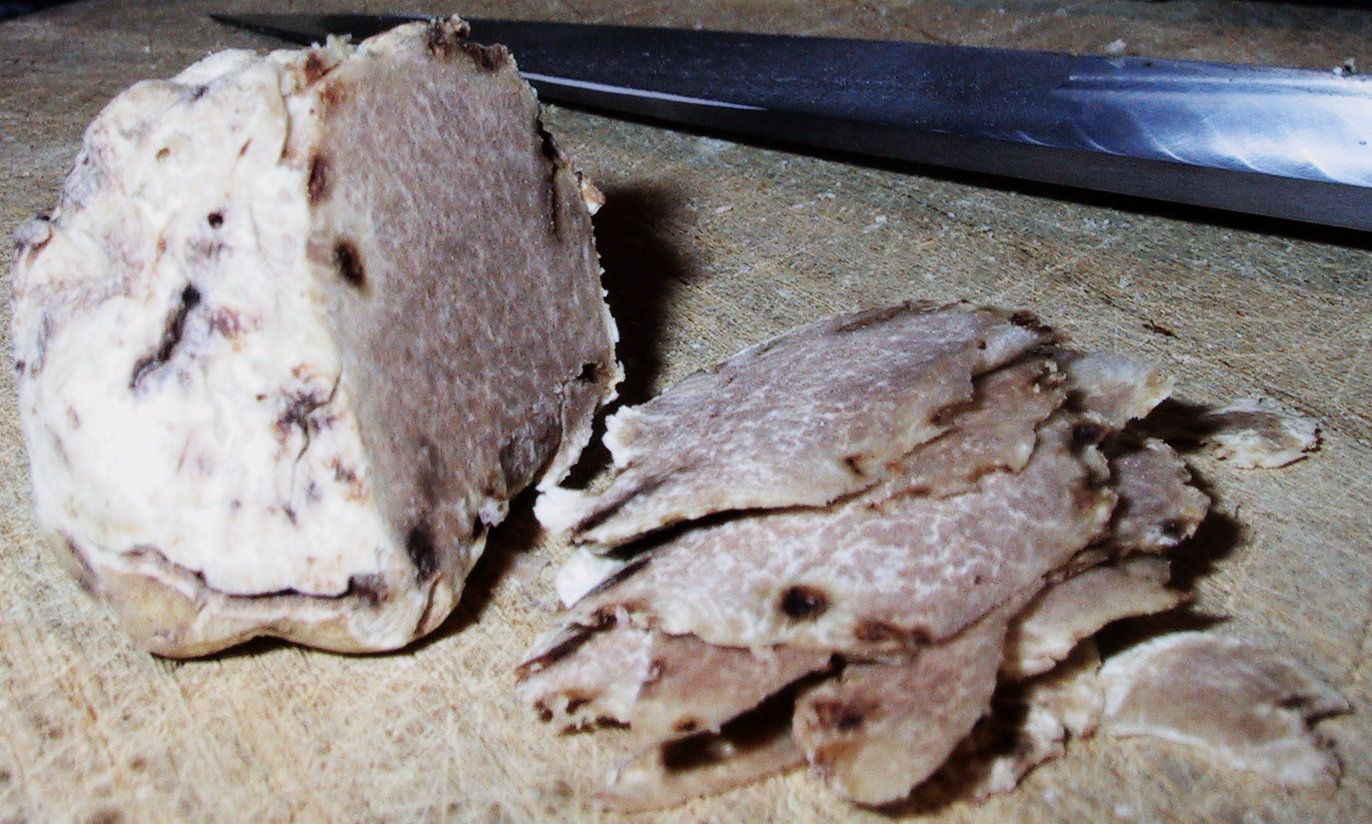
Gesneden witte truffel

### Dierenrijk
Eekhoorns eten truffels en zijn belangrijk voor de verspreiding ervan. De passage van de sporen door hun maag-darmkanaal verbetert zelfs de kiemkracht. Ook varkens en wilde zwijnen zijn dol op truffels en werden dan ook van oudsher gebruikt bij het zoeken naar truffels. Ook honden worden hiervoor getraind, en het gebruik van honden is tegenwoordig het meest gangbaar. Vooral de Lagotto romagnolo is hier erg bedreven in. Bij varkens is het moeilijk te voorkomen dat het varken (een deel van) de truffels zelf opeet, en ook brengen ze schade toe aan de bodem, in het bijzonder aan het mycelium van de truffels zelf. In Italië is het gebruik van varkens om deze reden sinds 1985 verboden.

### Gastronomie
In zijn standaardwerk "La physiologie du goût"(1825) noemt de Franse magistraat Jean Anthelme Brillat-Savarin de truffel "het juweel van de keuken", en "een afrodisiacum".
Truffelolie zou in principe olijfolie met truffel moeten zijn, waardoor je het aroma van truffel makkelijk aan je gerechten kunt toevoegen, echter olie met truffeldestillaat is extreem duur. De gangbare truffelolie die in winkels en supermarkten verkregen kan worden, bevat nooit echte truffel (hooguit om juridische redenen een flinter), maar wel synthetische geur- en smaakstoffen; producenten van deze zogenaamde truffelolie geven doorgaans geen inzage in het productieproces, maar stoffen als dimethylsulfide en 2-methylbutanal geven een benadering van het aroma van zwarte truffels en komen ook daadwerkelijk in truffels voor. Het aroma van witte truffel wordt met bis(methylthio)methaan gesynthetiseerd.

### Psychedelica
Soms worden bepaalde paddenstoelen ook 'truffels' genoemd omdat deze psilocybine bevatten waardoor zij bij consumptie een psychedelisch effect kunnen opleveren (afhankelijk van dosering). Deze zwammen (die dus niets met de Tuber te maken hebben) ontsnappen als 'truffel' mogelijk aan het gezichtsveld van Justitie. De paddenstoelen kunnen worden gebruikt voor recreatieve doeleinden. Ze dienen echter voorzichtig te worden gehanteerd vanwege de (onbewezen) potentieel schadelijke effecten op de gezondheid.

## Herkomst
Eeuwenlang waren Italië, Spanje en Frankrijk de landen waar truffels werden gevonden. In de tweede helft van de 20e eeuw gingen ook Argentinië en Chili zich hiermee bezighouden.
De Chinese truffel komt alleen in China voor. In de westerse gastronomie wordt deze bestempeld als 'inferieur'. Deze truffel zou niet de aromatische eigenschappen hebben die de Europese truffels wel bezitten.

## Prijs
De Chinese truffel is makkelijker te oogsten en vele malen goedkoper dan de aromatische truffels, waarvoor men – afhankelijk van het seizoen, locatie soort en de kwaliteit – per kilo soms enige duizenden euro's kwijt kan zijn. Voorbeeld uit de (Italiaanse) praktijk: de handelsprijzen voor witte en zwarte truffel (respectievelijk de Tuber magnatum en de Tuber melanosporum) waren op 1 december 2022 respectievelijk € 2.900,-/kilo en € 940,-. Voor de herfsttruffel (Tuber uncinatum), doorgaans minder van kwaliteit, betaalde men op dat moment € 650,- per kilogram (bron: Tartufo di Paolo). De zomertruffel (Tuber aestivum), die gezien wordt als een van de minste truffels, kostte eind juli voor de handel € 190,- per kilogram. Als er over hoge prijzen gesproken wordt, gaat het dus meestal over de witte truffel of over de opbrengst van een truffel op een veiling waaraan doorgaans een goed doel of een commercieel belang gekoppeld is.
Op 11 november 2013 wist een koper uit Hong Kong twee truffels met een gewicht van bijna één kilo te bemachtigen. Hij betaalde voor de twee witte exemplaren 90.000 euro. Het gebeurde via een internetveiling in Alba, een plaats in Italië.
Op zaterdag 1 december 2007 werd een witte truffel verkocht voor 330.000 dollar. De veiling vond plaats in Florence (Toscane) en was in Londen en Macau via een videoconferentie te volgen. Het was in de laatstgenoemde Chinese stad dat een koper voor de grote truffel werd gevonden, namelijk de Chinese zakenman Stanley Ho. De truffel werd gevonden in de buurt van Pisa. De lekkernij woog 1,497 kg, zo verklaarde de gelukkige vinder Cristiano Savini. "Ik kreeg krankzinnig hoge sommen aangeboden, bedragen van bijna 100.000 euro, maar ik wilde dat deze truffel verkocht zou worden op een veiling, zodat het bedrag naar een goed doel kan gaan."
In 2010 betaalde gokbaas Stanley Ho uit Macau bij een veiling in zijn eigen Grand Lisboahotel in zijn woonplaats 250.000 euro voor twee witte truffels. Hij evenaarde daarmee de prijs die hij drie jaar daarvoor voor het bezit van de paddenstoel overhad. De miljardair won voor de vierde achtereenvolgende keer de strijd om de aankoop van de paddenstoelen in zijn hotel in de gokstad. Hij verwierf een reuzentruffel uit de Italiaanse regio Toscane van 900 gram. De tweede truffel woog ongeveer 400 gram.